# Paul-Eugène Roy
Pour les articles homonymes, voir Roy.
 (février 2019).
Si vous disposez d'ouvrages ou d'articles de référence ou si vous connaissez des sites web de qualité traitant du thème abordé ici, merci de compléter l'article en donnant les références utiles à sa vérifiabilité et en les liant à la section « Notes et références ».
Paul-Eugène Roy, né le 8 novembre 1859 à Berthier-en-Bas et mort le 20 février 1926 à Québec, est un ecclésiastique québécois qui fut évêque de Québec de 1925 à 1926. Il a été auxiliaire puis coadjuteur du cardinal Bégin, membre du mouvement de tempérance ainsi qu'un fondateur du mouvement L'action sociale catholique et du journal portant le même nom.

## Biographie

### Jeunesse et études
Les parents de Paul-Eugène Roy, Benjamin Roy et Desange Gosselin, sont tous les deux agriculteurs à Berthier-en-Bas, aujourd’hui Berthier-sur-Mer. De leurs 20 enfants, une va devenir religieuse et cinq vont devenir prêtres, incluant Camille Roy, un critique littéraire et recteur de l’Université Laval.
Paul-Eugène Roy entame en 1872 des études commerciales au collège de Lévis, mais dès l'année suivante transfère au petit Séminaire de Québec pour entreprendre son cours classique. Diplômé en 1881, à 22 ans, il entre au Grand Séminaire de Québec. En raison de ses succès académiques, les supérieurs du séminaire l'envoient en 1882 suivre les cours de lettres à Paris, à l'Institut catholique et à la Sorbonne. Il en revient au bout de trois ans, avec son parchemin de licencié ès-lettres. À l'Institut catholique, dans la vieille église historique des Carmes, l'abbé québécois avait été pendant deux ans le servant de messe de Pietro Gasparri, plus tard cardinal secrétaire d'État de Benoît XV et de Pie XI.

### Professeur et curé
Revenu en 1885 à Québec, au séminaire de sa jeunesse, l'abbé Roy y est ordonné prêtre le 13 juin 1886 et il y reste cinq ans. Il est professeur de rhétorique et préfet des études au Petit séminaire. En 1890, il quitte Québec et va exercer son ministère en Nouvelle-Angleterre, où il est curé neuf ans, à Sainte-Anne de Hartford, dans le Connecticut. En 1899, Bégin, devenu archevêque de Québec depuis un an, le rappelle dans son diocèse et le charge de prêcher et de quêter pour l'œuvre de l'Hôtel-Dieu, dont la situation financière se trouve à ce moment sérieusement compromise.
En 1901, l'abbé Roy est nommé curé-fondateur de la paroisse de Notre-Dame de Jacques-Cartier, divisée de celle de Saint-Roch de Québec. En 1907, sur l'appel de l'archevêque, il se sépare de sa paroisse pour s'occuper de l'œuvre naissante de l'Action sociale catholique. Le 8 avril 1908, à 48 ans, il est nommé par Pie X évêque d'Éleuthéropolis-en-Palestine (de) et auxiliaire de Québec et consacré par Louis-Nazaire Bégin avec comme co-consécrateurs André-Albert Blais et Michel-Thomas Labrecque.

### Évêque, coadjuteur et figure du mouvement de tempérance
Le 10 mai suivant, il reçoit des mains de son archevêque, Louis-Nazaire Bégin, dans la basilique de Québec, l'ordination épiscopale. En 1909, il prend part au concile plénier de Québec. La même année, on le voit tenir une place importante au congrès eucharistique de Montréal.
Dès 1906, il s'engage dans le mouvement de tempérance visant la prohibition des boissons alcooliques, ce qui le mène à l'organisation et la direction à Québec d'un important congrès de tempérance en 1910. Celui-ci est le premier congrès important sur le sujet dans le diocèse et attire une attention internationale de la part de dignitaires étrangers. Paul-Eugène Roy est l'une des figures publiques appuyant le camp de la prohibition dans le référendum de 1917 qui ne mène cependant pas à une loi nationale de prohibition.
En 1912, il préside à Québec le premier Congrès de la langue française au Canada. Devenu cardinal en mai 1914, Bégin demande et obtient que l'auxiliaire Paul-Eugène Roy passe au rang d'archevêque. Paul-Eugène Roy est ainsi nommé archevêque de Séleucie-de-Piérie (de) le 8 septembre de la même année 1914. Six ans plus tard, le 1er juin 1920, il devient coadjuteur du cardinal avec future succession.

### Archevêque et décès
Le 17 avril 1923, Paul-Eugène Roy entre à l'hôpital pour des problèmes intestinaux. C'est dans sa chambre de malade qu'il recueille, le 18 juillet 1925, la succession de Bégin et que, le 10 janvier suivant, il reçoit le pallium des archevêques, des mains de Joseph-Alfred Langlois, évêque auxiliaire de Québec. C'est là également qu'il meurt un mois après, le 20 février 1926, à 66 ans.
Quelques jours avant de mourir, le 7 février 1926, Paul-Eugène Roy signe de sa main, à l'adresse de ses prêtres, un testament :
« Mes bien chers collaborateurs, — De mon lit de mort, voici les conseils que Dieu m'inspire de vous laisser et que je voudrais écrire avec les dernières gouttes de mon sang :
1. un zèle ardent pour toutes les œuvres de la propagation de la foi, spécialement pour celle de notre société des missions étrangères et de notre séminaire Saint-François-Xavier ;
2. un dévouement inlassable et vraiment surnaturel pour toutes nos œuvres d'Action sociale catholique, en particulier pour celles de la presse, de la tempérance et des unions ouvrières catholiques.

Veuillez agréer, avec ma plus affectueuse bénédiction, les vœux que je forme pour que se réalise de plus en plus parmi vous ma suprême et permanente devise dans le Sacré-Cœur de Jésus : Adveniat regnurn tuum ! . . .[réf. nécessaire]»